# Volgacuma telmatophora
Volgacuma telmatophora är en kräftdjursart som beskrevs av Alexander Nikolaevich Derzhavin 1912. Volgacuma telmatophora ingår i släktet Volgacuma och familjen Pseudocumatidae. Inga underarter finns listade i Catalogue of Life.